# Stowarzyszenie Pisarzy Chińskich

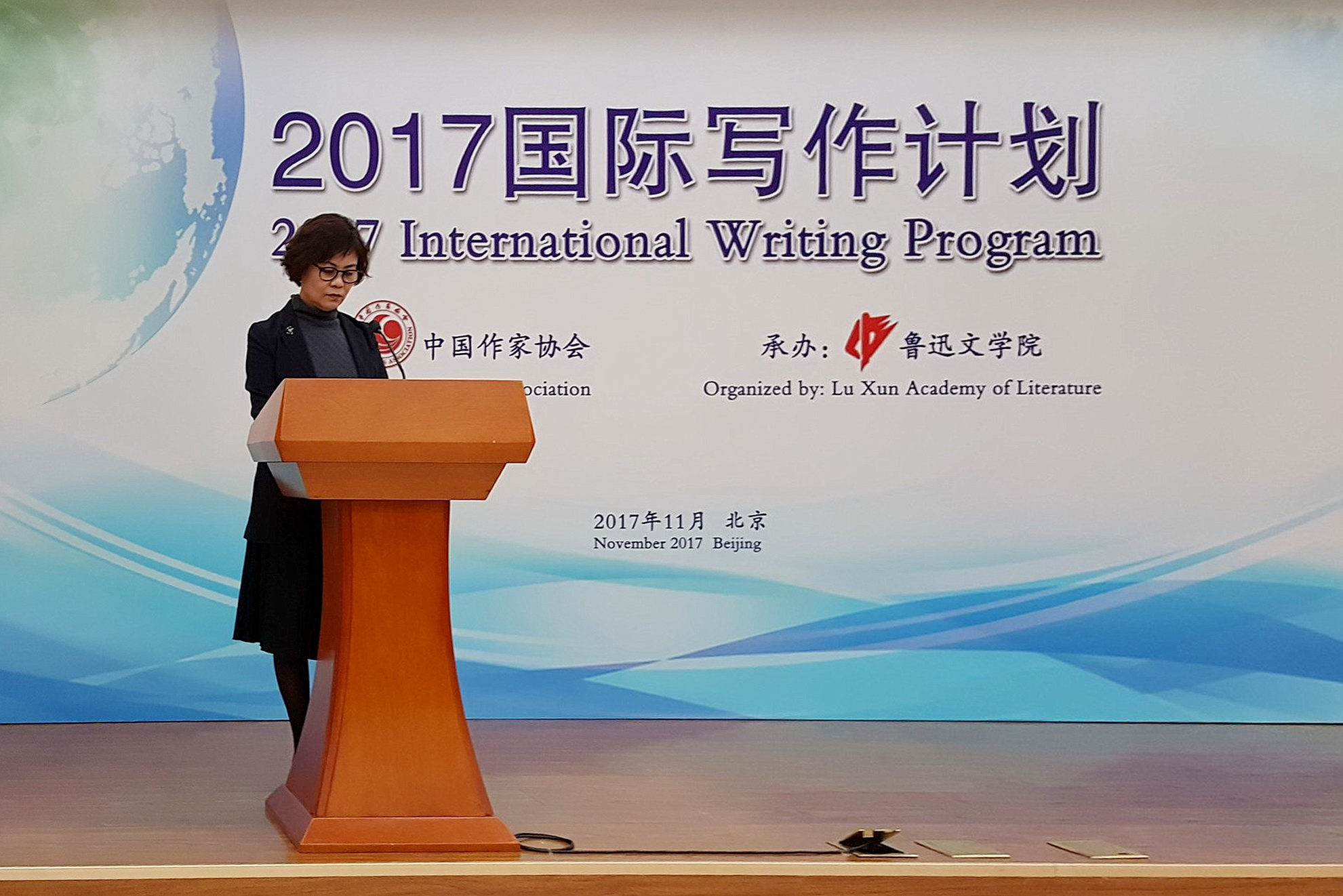
Tie Ning podczas ceremonii inauguracji pierwszego "International Writing Program" w Pekinie (2017 r.)

Stowarzyszenie Pisarzy Chińskich (Związek Pisarzy Chińskich, Chińskie Stowarzyszenie Pisarzy) (chiń. 中国作家协会; pinyin Zhōngguó Zuòjiā Xiéhuì) – organizacja zrzeszająca pisarzy w Chińskiej Republice Ludowej.
Stowarzyszenie powstało w 1949, zaś obecną nazwę otrzymało w 1953. Współcześnie (2011) stowarzyszenie liczy około 9 tys. członków, w tym około 1 tys. to przedstawiciele mniejszości etnicznych. Pierwszym przewodniczącym związku był Mao Dun, następnie Ba Jin, a od 2006 na czele stowarzyszenia stoi pisarka Tie Ning. Stowarzyszenie przyznaje nagrody literackie imienia Lu Xuna oraz Mao Duna.